# Бюрле, Марк
Марк А́лан Бю́рле (англ. Mark Alan Buehrle; род. 23 марта 1979, Сент-Чарльз, Миссури, США) — американский бейсболист, питчер клуба Главной лиги бейсбола «Торонто Блю Джейс».
Бюрле начал свою карьеру в клубе «Чикаго Уайт Сокс», где провёл 12 сезонов и выходил в стартовом составе на матчах открытия сезона с 2002 по 2006 и с 2008 по 2011 годы. 18 апреля 2007 года питчер бросил ноу-хиттер в матче против «Техас Рейнджерс», допустив лишь один уок. Два сезона спустя, 23 июля 2009 года, Бюрле сыграл восемнадцатую совершенную игру в истории лиги, а его соперником снова был «Техас Рейнджерс».
Бюрле занимает в истории «Чикаго Уайт Сокс» четвёртое место по играм в старте и страйкаутам, шестое по победам, седьмое по сыгранным иннингам и восьмое по сыгранным играм.

## Старшая школа, колледж и низшие лиги
Бюрле родился в городе Сент-Чарльз, штат Миссури. В северной старшей школе Фрэнсис Хауэлл Бюрле дважды, в первый и во второй годы обучения, не был принят в бейсбольную команду и практически закончил карьеру, почитав, что не сможет пробиться в команду колледжа. После школы Марк поступил в колледж Джефферсона в городе Хиллсборо, где подписал Национальное письмо о намерениях, попал в команду по бейсболу и впервые был замечен скаутами. После первого года в колледже в 1998 году Бюрле в 38-м раунде задрафтовала организация Главной лиги бейсбола «Чикаго Уайт Сокс». Питчер не сразу подписал контракт, предпочтя сначала пройти тщательную программу межсезонной подготовки и продолжая играть за колледж, повышая своё мастерство и привлекая внимание перед драфтом-1999. «Чикаго» не захотело терять возможность вести переговоры с Бюрле, если бы он выставил свою кандидатуру на повторный драфт, и предложило контракт, который был принят игроком 21 мая 1999 года.
В 1999 году питчер начал профессиональную карьеру в организации «Уайт Сокс». До конца года он сыграл 20 матчей за команду Класса-А «Берлингтон Биз», одержал семь побед и потерпел четыре поражения с показателем ERA 4,10, сделал 91 страйкаут и сыграл одну полную игру, сделав в ней шатаут.
В следующем году Бюрле продолжил выступать на высоком уровне. Он перешёл в Класс-АА, где за алабамскую команду «Бирмингем Баронс» в шестнадцати матчах провёл 118⅔ иннинга, выиграл восемь и проиграл четыре матча, сделав 68 страйкаутов с показателем ERA 2,28 и допустив лишь 17 уоков. В этом сезоне игрок был назван самым ценным питчером года в Южной лиге и одержал победу в молодёжном Матче Всех Звёзд (англ. All-Star Futures Game).
Бюрле сыграл 36 матчей в низших лигах, прежде чем попасть в основную команду организации «Уайт Сокс».

## Главная лига бейсбола

### «Чикаго Уайт Сокс»

#### Ранняя карьера (2000—2004)
Бюрле дебютировал в Главной лиге бейсбола 16 июля 2000 года, сыграв один иннинг как релиф-питчер против «Милуоки Брюэрс» и допустив ран. Три дня спустя питчер заработал первую победу, сыграв семь иннингов в матче против «Миннесоты Твинс», допустив шесть хитов и два рана. Всего в сезоне-2000 Бюрле за 28 игр отыграл 51⅓ иннинга, сделав 37 страйкаутов с показателем ERA 4,21.
В первом полном сезоне Бюрле сыграл 32 игры, во всех начиная в стартовом составе, выиграл 16 и проиграл 8 игр с показателем ERA 3,29, за 221⅓ иннинга сделав 126 страйкаутов. В период с 26 мая по 7 июня он сыграл 24⅔ сухих иннинга, наибольшее количество после 25⅔ сухих иннинга Алекса Фернандеса в 1993 году. 26 мая питчер сыграл первую полную игру в лиге, не допустив в ней ни одного рана от бейсболистов «Детройт Тайгерс». Также Бюрле сыграл две подряд полных игры, 3 и 8 августа, против «Тампы Бэй Девил Рейс», допустив лишь один хит, и «Лос-Анджелес Энджелс из Анахайма», допустив один ран.
В 2002 году Бюрле одержал 16 побед и потерпел 12 поражений, а в конце сезона был в числе лидеров Американской лиги по проведённым иннингам (239, 2-й), играм в старте (34, делит 2-е место), полным играм (5, делит 2-е место), шатаутам (2, делит 2-е место) и победам (19, делит 4-е место). Питчер отыграл как минимум 6 иннингов в 30 играх и как минимум 8 в одиннадцати. Бюрле принял участие в Матче Всех Звёзд, который прошёл 9 июля в Милуоки, сыграв 2 иннинга и допустив один ран. FOX Sports Net Chicago признало питчера игроком года в «Уайт Сокс».
В следующем сезоне питчер сыграл наибольшее на данный момент количество игр в сезоне — 35, одержал 14 побед и потерпел столько же поражений, в 230⅓ иннингах сделал 119 страйкаутов и допустил 124 рана.
По окончании сезона-2004 Бюрле первенствовал среди питчеров Американской лиги по количеству сыгранных иннингов (245⅓) и по сыгранным в стартовом составе играм (35). Также он был одним из лидеров по количеству полных игр (4, 4-й), побед (16, делит 6-е место), показателю ERA (3,89, 8-й) и страйкаутам (165, 9-й). В 33-х из 35-ти сыгранных игр питчер проводил на горке не менее шести иннингов. 21 июля в матче против «Кливленд Индианс» Бюрле противостояло минимально возможное количество баттеров команды соперника в одной полной игре — 27; Марк допустил два хита и оформил шатаут в матче, завершившемся победой «Чикаго» 14:0.

#### 2005—2008
В первой половине сезона-2005 Бюрле сыграл 18 игр, одержал 10 побед и потерпел 3 поражения с показателями ERA 2,58 и WHIP 1,11. 16 апреля питчер сыграл полную игру против «Сиэтл Маринерс» всего за 1 час и 39 минут, бросив 106 питчей, допустив 1 ран и 3 хита (все в пользу Итиро Судзуки). Игра, завершившаяся победой «Чикаго» благодаря двум ранам Пола Конерко, без учёта времени между иннингами продолжалась всего 63,5 минуты. 12 июля Бюрле второй раз в карьере принял участие в Матче Всех Звёзд, выйдя в стартовом составе после травмы Роя Халлидея, провёл два иннинга, сделал 3 страйкаута и одержал победу в матче. 1 августа прервалась серия питчера из 49 подряд матчей с как минимум шестью сыгранными иннингами, после того как Бюрле за треть иннинга до продолжения серии ударил баттера «Балтимор Ориолс» и был удалён с поля ампайром. Регулярный чемпионат питчер завершил с лучшими процентом побед—поражений (16—8, 66,7 %) и показателем ERA 3,12. Во втором матче финальной серии Американской лиги Бюрле сыграл полную игру против «Энджелс», первую из четырёх подряд полных игр в исполнении питчеров «Чикаго». В Мировой серии Бюрле выходил на питчерскую горку дважды: во втором матче как стартовый и в третьем как релиф-питчер, заработав в последнем матче свой первый сейв в карьере и, таким образом, став первым питчером в истории серии, который вышел в старте и сделал сейв в двух играх подряд. «Уайт Сокс» в четырёх матчах обыграли «Хьюстон Астрос» и впервые с 1917 года выиграли Мировую серию.
14 мая 2006 года Бюрле стал вторым в истории Лиги питчером, допустившим семь ранов в первом иннинге, но затем выигравшим эту игру. Второй год подряд американец был вызван на Матч Всех Звёзд, но в не принял участие в этой игре. 30 октября «Чикаго» использовало опцию по продлению контракта с питчером, по которой Бюрле в сезоне-2007 заработал $9,5 млн. Бюрле единственный раз в карьере завершил сезон с бо́льшим количеством поражений, чем побед (12—13) и худшим показателем ERA (4,99).
18 апреля 2007 года Бюрле сыграл ноу-хит игру против «Техас Рейнджерс» — шестнадцатый ноу-хиттер в истории «Чикаго» и первый на новой домашней арене U.S. Cellular Field, открытой в 1991 году. Единственный уок в пятом иннинге стоил питчеру совершенной игры. Бюрле бросил 106 питчей, сделал 8 страйкаутов и противостоял минимальному числу баттеров в полной игре. 8 июля питчер продлил контракт с «Чикаго» на четыре года, по которому он заработает $56 млн. В сезоне Бюрле сыграл 30 матчей, одержал 10 побед и потерпел 9 поражений, в 201 иннинге сделал 161 страйкаут с показателем ERA 3,63.
2008 год Бюрле завершил с пятнадцатью победами и двенадцатью поражениями, показателем ERA 3,79, восьмой год подряд в карьере отыграв более 200 иннингов (218⅔).

#### 2009—2011

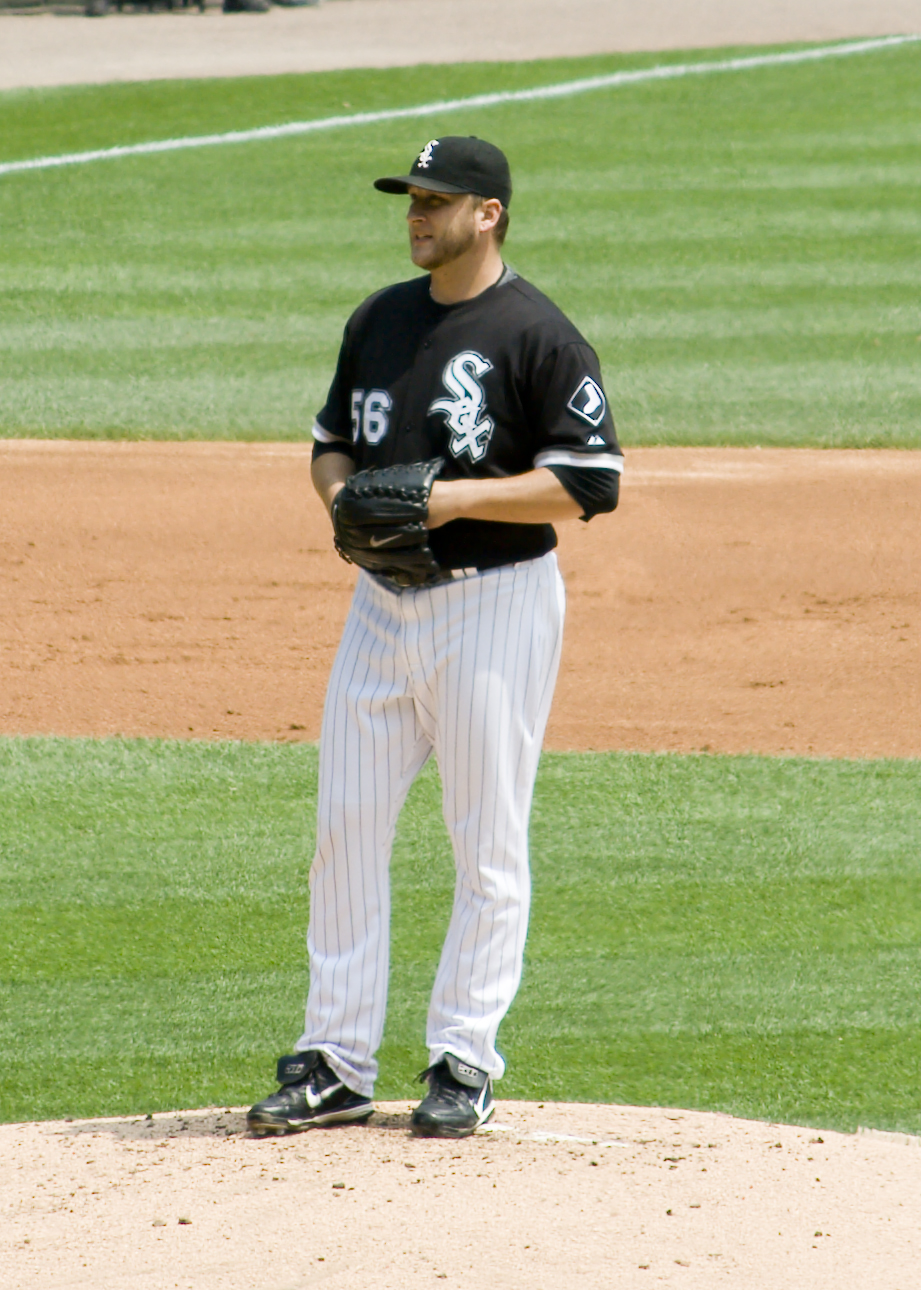
Бюрле перед броском во время его совершенной игры

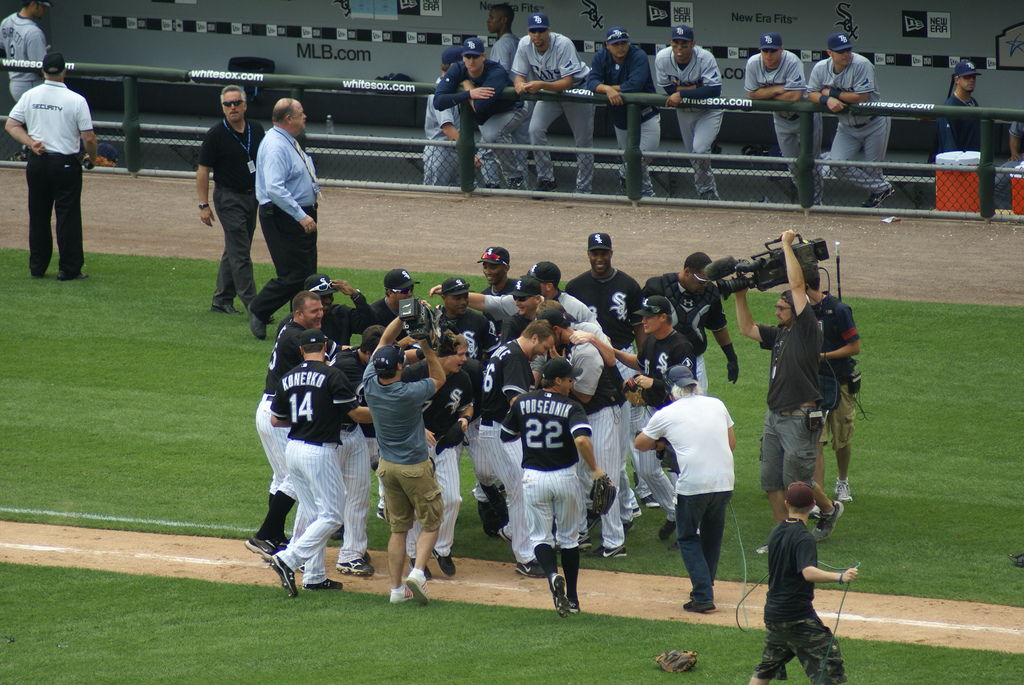
Партнеры по команде поздравляют питчера с его достижением

14 июня 2009 года Бюрле впервые в карьере сделал хоум-ран в матче против «Милуоки Брюэрс». Месяц спустя питчер в третий раз в карьере был выбран для участия в Матче Всех Звёзд. Он отыграл третий иннинг, который стал совершенным.
23 июля 2009 года Марк Бюрле на домашней арене «Чикаго Уайт Сокс» U.S. Cellular Field сыграл совершенную игру против «Тампы Бэй Рейс», которая стала восемнадцатой в истории Главной лиги бейсбола и вторым ноу-хиттером в карьере игрока. Бюрле стал 24-м питчером в истории лиги, бросившим два ноу-хиттера и шестым, сыгравшим ноу-хит и совершенную игры (после Сая Янга, Эйдди Джосса, Джима Баннинга, Сэнди Коуфакса и Рэнди Джонсона). В девятом иннинге центрфилдер «Уайт Сокс» «украл» хоум-ран у Гейба Кэплера, взобравшись по стене и поймав мяч, таким образом, сохранив шансы на совершенную игру. Питчер стал третьим игроком в лиге (после Янга и Коуфакса), бросившим ноу-хиттер, сыгравшим совершенную игру и выигравшим Мировую серию с одной командой.
В следующем матче, 28 июля, Бюрле вывел в аут первых семнадцать баттеров, установив рекорд лиги, выведя в аут подряд 45 баттеров. Этот рекорд был побит пять лет спустя питчером «Сан-Франциско Джайентс» Юсимеро Петитом, который вывел в аут 46 подряд баттеров. 30 июля 2009 года было объявлено губернатором Иллинойса Патом Куинном «Днём Марка Бюрле», а перед матчем против «Нью-Йорк Янкис» питчер был награждён памятной доской. В сентябре издание Sporting News назвало совершенную игру Бюрле выступлением десятилетия. В ноябре питчер выиграл свою первую награду «Золотая перчатка» в Американской лиге. В сезоне игрок сыграл 33 матча, одержал тринадцать побед при десяти поражениях и сделал 105 страйкаутов с показателем ERA 3,84.
5 апреля 2010 года Бюрле восьмой раз в карьере вышел в стартовом составе в «День Открытия», установив рекорд франшизы. Он сыграл 7 иннингов, сделав в них шатаут и принеся «Чикаго» победу. Также эта игра запомнилась его невероятной передачей мяча одним касанием между ног на первую базу в пятом иннинге. 3 августа питчер одержал побед над «Детройт Тайгерс»; эта победа ознаменовала десять сезонов подряд с десятью и более победами в каждом из них. Бюрле завершил сезон с 33 сыгранными играми, 13 из которых он выиграл и столько же проиграл, сделал 99 страйкаутов с показателем ERA 4,28 и второй раз подряд выиграл приз «Золотая перчатка», таким образом, став первым игроком, бросившим больше одного ноу-хиттера и выигравшим больше одной «Золотой перчатки» в карьере.
В последнем сезоне в «Чикаго» Бюрле провёл 31 игру, выиграл 13 и проиграл 9 матчей, сделал 109 страйкаутов с показателем ERA 3,59 и в третий раз подряд выиграл «Золотую перчатку» Американской лиги.

### «Майами Марлинс»

#### 2012
7 декабря 2011 года Бюрле подписал четырёхлетний контракт на $58 млн с «Майами Марлинс». Питчер проиграл дебютный матч против «Цинциннати Редс», допустив 7 хитов и два рана за шесть проведённых иннингов. 5 мая американец сыграл свою единственную полную игру за «Марлинс», против «Сан-Диего Падрес», одержав победу и допустив один ран. За единственный проведённый сезон в Национальной лиге Бюрле сыграл 31 матч с равным показателем победы—поражения (13—13). Четвёртый раз подряд питчер выиграл приз «Золотая перчатка». Двенадцатый сезон подряд в карьере Бюрле сыграл больше 30 игр и провёл больше 200 иннингов.

### «Торонто Блю Джейс»

#### 2013—н.в.

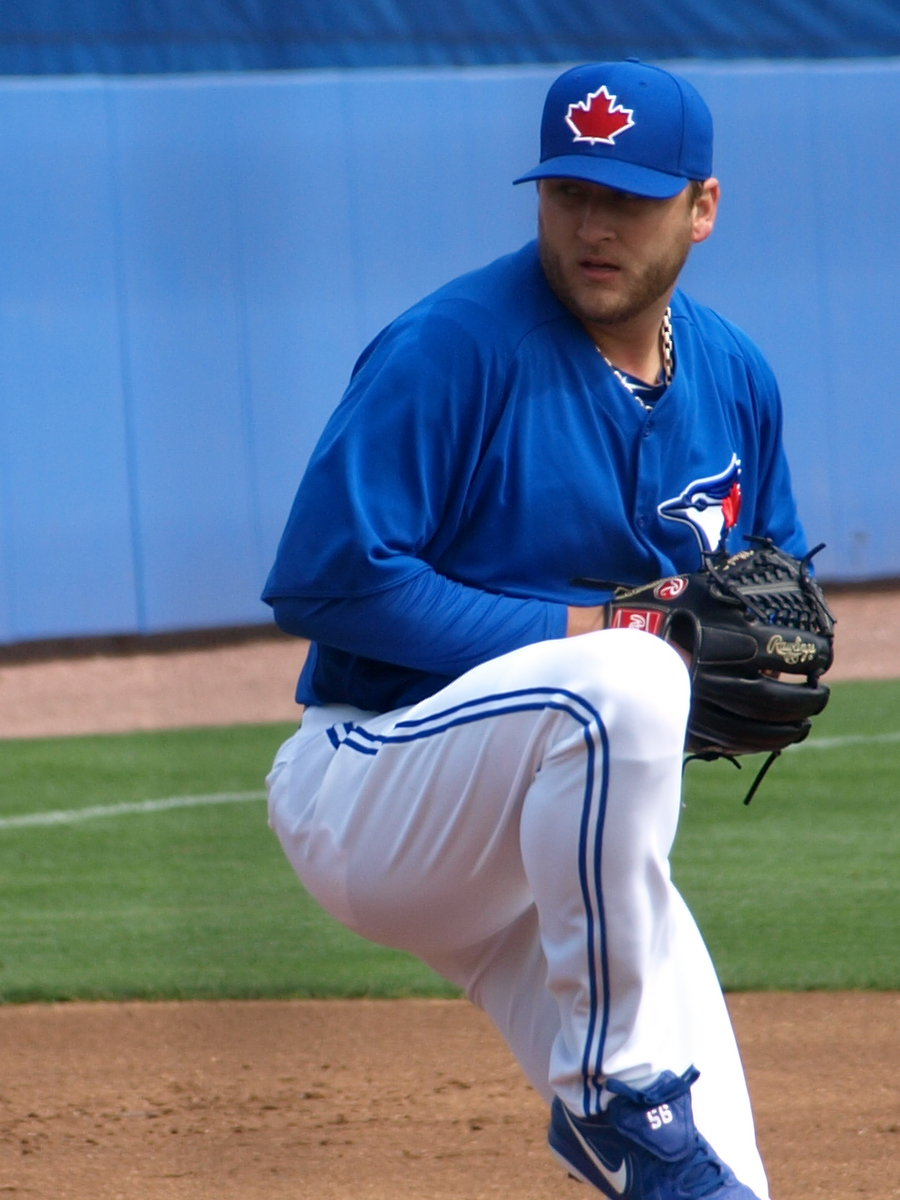
Бюрле во время весенних тренировок в 2013 году

19 ноября 2012 года Бюрле стал частью крупного обмена между «Марлинс» и «Торонто Блю Джейс». 5 февраля менеджер Джон Гиббонс объявил порядок питчеров на сезон, в котором Бюрле числился третьим. 25 июля питчер сыграл первую полную игру и оформил первый шатаут за «Торонто» в игре против «Хьюстон Астрос», допустив два хита и два уока. Победа со счётом 4:0 позволила канадской команде прервать серию из семи поражений кряду. 25 августа Бюрле выиграл десятую игру в сезоне, продлив свою серию из как минимум десяти побед за год до 13 сезонов подряд. Эта победа позволила прервать вторую серию из семи поражений подряд. 21 сентября в игре против «Бостон Ред Сокс» питчер продлил до 13 сезонов подряд свою другую серию — из 200 сыгранных иннингов. В сезоне-2013 Бюрле сыграл 33 матча с показателем ERA 4,15. Также питчер занял второе место в голосовании за награду «Золотая перчатка», которую в итоге выиграл его партнёр по команде Роберт Аллен Дики.
Сезон-2014 Бюрле начал с четырёх побед подряд и показателя ERA 0,64 1 июня, одержав победу над «Канзас Сити Роялс», американец стал первым питчером, выигравшим десять матчей в сезоне.

## Стиль подач
В своих подачах Бюрле использует фастбол, кёрвбол, чендж-ап, слайдер и каттер. Марк предпочитает скорости хитрость и точность. Также Бюрле вынуждает баттеров выбивать лайн-драйвы, делать граунд- и флай-ауты. Несмотря на малое количество страйкаутов, он считается контактным и эффективным питчером, пытаясь делать быстрые подачи, всеми способами снижая их количество. В среднем американец тратит 15,8 секунды между двумя бросками, что на 2,1 секунды быстрее, чем любой другой питчер. Начиная с 2007 года, когда начался вестись счёт времени между подачами, максимальное значение у Бюрле было 18,1 секунды.

## Личная жизнь
У Бюрле есть жена Джейми и двое детей: сын Брейден, родившийся 26 июля 2007 года, и дочь Бруклин, родившаяся 3 марта 2009 года.
5 декабря 2009 года Бюрле присутствовал на вечере, организованном благотворительным фондом Альберта Пухольса. На проходившем аукционе питчер выиграл право на один день весенних тренировок в 2010 году стать менеджером «Сент-Луис Кардиналс». Это право он передал Мики Каннингем, девочке с синдромом Дауна.
Жена Бюрле, чтобы отпраздновать совершенную игру, подарила ему мотоцикл, собранный на заказ компанией Orange County Choppers.
Марк и Джейми известные защитники прав животных, в их доме живут четыре собаки. В 2010 году питчер несколько раз желал травмы квотербеку «Филадельфии Иглз» Майклу Вику, из-за того, что в 2007 году последний организовывал собачьи бои. После обмена в «Торонто» Бюрле пришлось оставить одну из четырёх собак, питбуля, дома, из-за действующего в провинции Онтарио запрета на эту породу собак.